# La boîte noire
La boîte noire (traducida en España como La caja negra) es una película francesa dirigida por Richard Berry en 2005. El guion fue escrito por Berry y Éric Assous, adaptando la novela de Tonino Benacquista.

## Argumento
Tras un accidente de tráfico, Arthur Seligman (José Garcia) cae en coma, durante el que pronuncia diversas frases incoherentes. Al despertar, no recuerda ciertos aspectos importantes de su vida. La enfermera que cuidaba de él durante su convalecencia, Isabelle Kruger (Marion Cotillard), toma nota en un cuaderno de lo que Arthur decía durante el coma y, al recibir el alta, se lo entrega. Éste intenta comprender lo sucedido y el significado de las frases.

## Reparto
- José Garcia como Arthur Seligman.
- Marion Cotillard como Isabelle Kruger / Alice.
- Michel Duchaussoy como Sr. Seligman
- Bernard Le Coq como Walcott / Doctor Granger.
- Helena Noguerra como Alice / Soraya.
- Gérald Laroche como Marc Koskas.
- Marysa Borini como Sra. Seligman
- Nathalie Nell como Dr. Brenner